# Юргинское сельское поселение (Тюменская область)
Юргинское се́льское поселе́ние — муниципальное образование в Юргинском районе Тюменской области Российской Федерации.
Административный центр — село Юргинское.

## История
Статус и границы сельского поселения установлены Законом Тюменской области от 5 ноября 2004 года № 263 «Об установлении границ муниципальных образований Тюменской области и наделении их статусом муниципального района, городского округа и сельского поселения».

## Население
| 2010  | 2011  | 2012  | 2013  | 2014  | 2015  | 2016  |
| ----- | ----- | ----- | ----- | ----- | ----- | ----- |
| 5224  | ↘5212 | ↘5134 | ↘5129 | ↗5215 | ↗5336 | ↗5343 |
| 2017  | 2018  | 2019  | 2020  | 2021  |       |       |
| ↘5315 | ↘5297 | ↘5281 | ↘5275 | ↗5707 |       |       |

## Состав сельского поселения
| № | Населённый пункт | Тип населённого пункта       | Население |
| - | ---------------- | ---------------------------- | --------- |
| 1 | Заворуева        | деревня                      | 54        |
| 2 | Заозерная        | деревня                      | 194       |
| 3 | Колычева         | деревня                      | 3         |
| 4 | Новая Деревня    | деревня                      | 79        |
| 5 | Палецкая         | деревня                      | 267       |
| 6 | Чурина           | деревня                      | 81        |
| 7 | Юргинское        | село, административный центр | ↗5097     |